# Fraugde
Fraugde es un barrio de la ciudad de Odense, en la región de Dinamarca Meridional (Dinamarca). Tiene una población estimada, a principios de 2021, de 2093 habitantes.
Está ubicada en el centro de la isla de Fionia.